# Staré Pavlovice
Staré Pavlovice – część miasta ustawowego Liberec. Znajduje się w północnej części miasta. Zarejestrowanych jest tutaj 841 adresów i mieszka na stałe ponad 4 700 osób.